# Jan Thomasz Grinwis

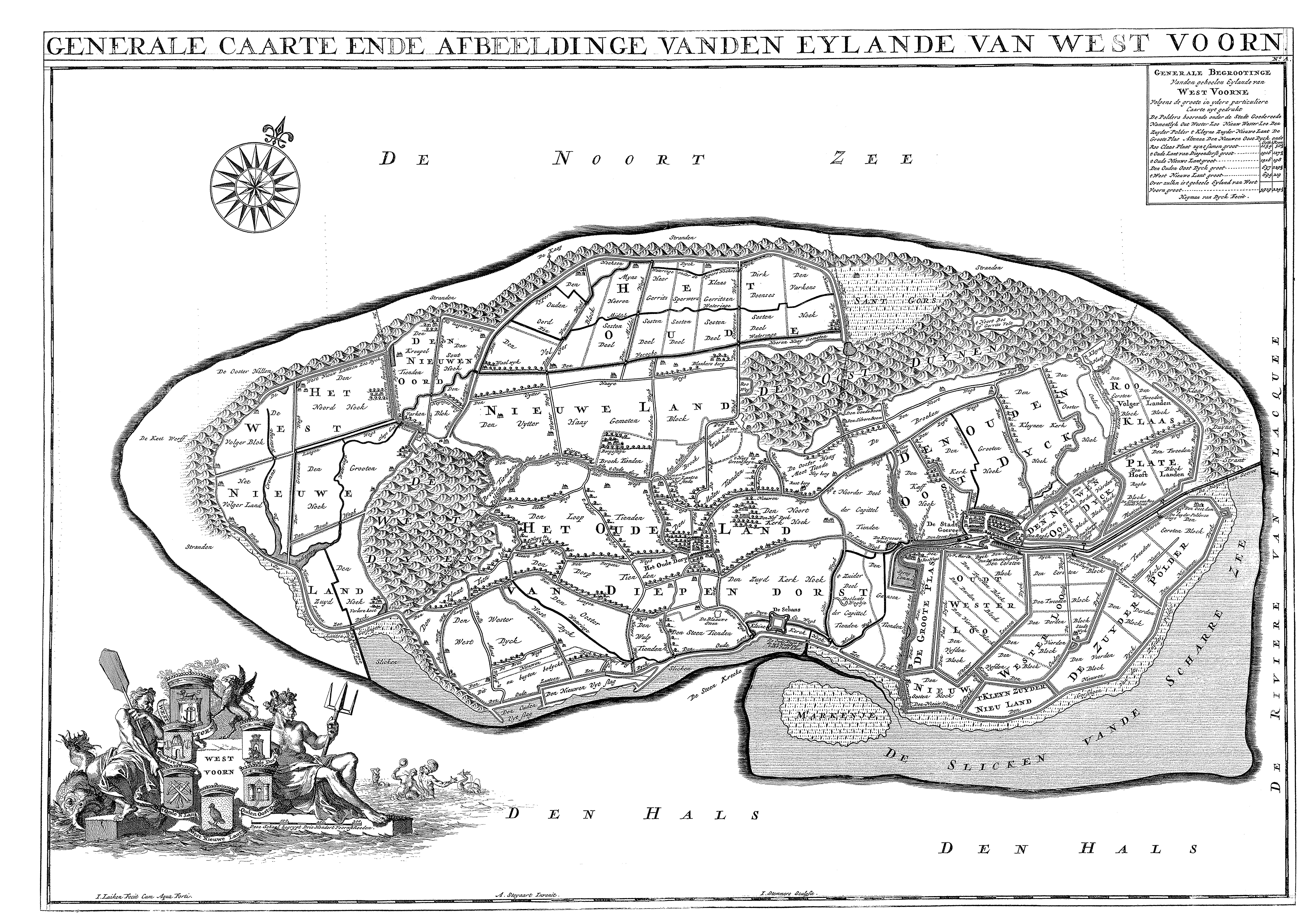
Het eiland Westvoorn, begin 17e eeuw (zogenaamde 'Hondekop-kaart')

Jan Thomasz Grinwis (Ouddorp 7 juni 1682 - Ouddorp 12 januari 1753) was ambachtsheer van Ouddorp op het eiland Westvoorn van 1725 tot 1752.

## Biografie
Jan Thomasz Grinwis werd geboren op 7 juni 1682 als jongste zoon van Thomas Grinwis en Jacomijntje Woutermans. Hij kwam uit een geslacht van Engelse lakenhandelaren, die voor zij zich na 1600 in Londen vestigden, landeigenaren in Shropshire waren. De familienaam was nogal sterk aan spellingswisselingen onderhevig, zo komt de naam eerder voor als Grenowe, Grenows, Grenos, Grenowes en Grenewis. De grootvader van Jan Thomas heette John Grenewis, was geboren in 1585 en kwam omstreeks 1620 ten behoeve van de handel naar Middelburg. Hij trouwde echter in 1629 met de Zeeuwse Catalijntje en wordt genoemd als een van de oprichters van de Engelse kerk aldaar. Zijn vierde zoon, Thomas Grinwits werd in 1636 te Middelburg geboren en ging in de leer bij een chirurgijn. Als hij in 1656 met Jacomijntje Woutermans uit Brouwershaven trouwt, doet hij dat in Ouddorp, waar hij zich vestigt als meester chirurgijn en mogelijk als molenaar. Verder vervult hij de functie van rentmeester van de familie Hofdijk van Beresteyn. Jan Thomasz is zijn jongste zoon. In 1696 erft hij na zijn vaders dood fl. 2253,-. Ook Jan Thomasz wordt chirurgijn en op diverse manieren wist hij zijn kapitaal te vermeerderen. In 1705 trouwt hij te Rotterdam met Maria van Noortwijck. Samen krijgen ze 12 kinderen, van wie er 5 op jonge leeftijd stierven.
In 1724 stelden de Staten van Holland een aantal ambachtsheerlijkheden te koop, waaronder vier op het eiland Westvoorn. Alle vier deze heerlijkheden werden door Jan Thomasz Grinwis gekocht voor een totaalbedrag van fl. 8.800,-. Op 2 februari 1725 werd deze koop een contract bekrachtigd. Hierdoor werd hij Heer van Ouddorp en ook verkreeg hij het recht op een familiewapen. Ook de functie van schout en gemeentesecretaris eigende hij zich toe en voegde op die manier dit salaris aan zijn inkomen toe. Hij woonde in de Weststraat. De ambachtsheer stelde de gemeentebode aan en een door de kerkenraad beroepen predikant moest door hem worden goedgekeurd, evenals de koster, de schoolmeester en de voorzanger in de kerkelijke gemeente.
Jan Thomasz Grinwis stierf op 12 januari 1753. Samen met zijn vrouw, die in 1773 stierf werd hij in de dorpskerk van Ouddorp bijgezet als Heer en Vrouwe van Ouddorp. De ambachtsheerlijkheid ging over op Pieter Jan Grinwis, hun op een na jongste zoon, die in 1728 werd geboren. Dit kwam doordat men bij de opvolging de dochters oversloeg en de andere zonen reeds vroeg waren overleden. Tot 1936 is de heerlijkheid in de familie gebleven, echter tot 1892 was de familie ook daadwerkelijk aan de macht als ambachtsheer of burgemeester. In 1803 werd de kleinzoon van Pieter, Jacob Johan Cornelisz Grinwis ambachtsheer. Daar hij gaan zonen had, werd zijn dochter Bastiana Jacoba Helena Grinwis vrouwe van Ouddorp. Door haar huwelijk met Abram Willem Bernardusz van Kerkwijk werd laatstgenoemde burgemeester in 1826, de titel ambachtsheer was na de Franse tijd verdwenen. Hij was burgemeester tot 1852, zijn zoon Bernardus Pieter van Kerkwijk tot 1892.